# 坦納·拜比
坦納·海耶斯·拜比（英語：Tanner Hayes Bibee，/ˈbaɪbiː/ BY-bee;，1999年3月5日—），為美國職棒大聯盟的投手，目前效力於克里夫蘭守護者。

## 職業生涯
守護者在2021年選秀於第5輪156順位選進拜比。2022年他從高階1A出發，並在同年升上2A。2023年，他從3A出發，並拿下2勝，防禦率1.76。
2023年4月26日，拜比登上大聯盟。他在初登板就連續投出5次三振，寫下隊史紀錄。最後他主投5.2局送出8次三振失1分，成功拿下大聯盟首勝。該年他拿下10勝4敗，防禦率2.98。9月24日，他因為右臀發炎導致剩餘球季報銷。
2024年，他拿下12勝8敗，防禦率3.47。這年他成功拿下防守聖經獎。2025年3月22日，守護者與拜比簽下5年4800萬美元的延長合約。該年他也獲選為開幕戰先發投手，不過拜比最終因為受傷錯過先發。

## 外部連結
- 球員資訊和成績在MLB，ESPN，Baseball Reference，Baseball Reference (Minors) ，Fangraphs，The Baseball Cube （英文）
- 坦納·拜比的Instagram帳戶